# Corcuera
Corcuera (Bayan ng Corcuera) är en kommun i Filippinerna. Kommunen tillhör provinsen Romblon och ligger på ön med samma namn. Folkmängden uppgår till 10 972 invånare.
Corcuera är indelat i 15 barangayer.